# Harry Gallatin
Harry Junior Gallatin (Roxana, 26 de Abril de 1927 - Edwardsville, 7 de Outubro de 2015 ) foi um jogador e treinador de basquete estadunidense. Gallatin jogou nove temporadas pelo New York Knicks na NBA entre 1948 e 1957, bem como uma pelo Detroit Pistons em 1958. Em 1954, Gallatin foi o recordista em número de rebotes e foi nomeado integrante do All-NBA First Team. Durante sua carreira jogou sete vezes nos NBA All-Star Games.
Gallatin iniciou sua carreira como treinador em 1962 no St. Louis Hawks e foi nomeado Técnico do Ano no ano de sua estreia. Posteriormente, ele treinou o New York Knicks por 63 jogos entre 1964 e 1966. Foi introduzido no Basketball Hall of Fame em 1991. Após sua retirada tornou-se professor educativo e técnico de golfe.

## Carreira no ensino médio
Crescendo em Roxana, Illinois, Gallatin se interessou por todos os esportes e foi citado dizendo: "A competição sempre foi minha xícara de chá". Sua motivação para a competição foi amplificada durante seu primeiro ano no ensino médio, quando ele frequentou a Wood River High School de 1940 a 1941. Como Roxana e algumas outras comunidades periféricas, como Bethalto, não tinham escola de ensino médio na época, todos os atletas da região frequentavam Wood River, aumentando assim o nível de competição entre eles pelas posições do time do colégio. No ano seguinte, porém, Roxana conseguiu seu próprio colégio. Ele se formou na Roxana High School em 1944 e recebeu uma bolsa de basquete da Northeast Missouri State Teachers' College (agora conhecida como Universidade Estadual Truman). Mas depois de se formar na Roxana High School, ele se alistou na Marinha dos Estados Unidos e serviu até o final da Segunda Guerra Mundial.

## Carreira universitária
Em Northeast Missouri, ele teve média de 12,9 pontos e levou sua equipe a um recorde de 59-4 e duas aparições no Torneio da NAIA. Ele obteve seu diploma de bacharel em apenas dois anos e mais tarde receberia seu mestrado em educação física pela Universidade de Iowa em 1954.

## Carreira profissional
O New York Knicks selecionou Gallatin no draft da BAA de 1948. "Foi um sonho realizado. Eu realmente não sabia o que esperar; foi minha primeira viagem de avião, de St. Louis a Nova York. Aqui estou um menino de Wood River, um menino do campo, e indo para o Big Apple", explicou Gallatin. "Tudo o que eu sabia era que eu adorava jogar basquete e os Knicks me escolheram como sua escolha número um. Então eu sabia que eles achavam que eu tinha o tipo de habilidade que eles estavam procurando."
Em seu terceiro ano na NBA, Gallatin foi selecionado para o primeiro All-Star Game em 1951, e de 1951 a 1957 foi escolhido para sete jogos consecutivos. Foi na NBA que ganhou o apelido de "The Horse". Ele jogou toda a sua carreira como um pivô de 1,98 m e 97 kg, mas compensou isso com uma tremenda força física. Ele jogou nove temporadas pelo New York Knicks, de 1948 a 1957. Seu melhor ano estatístico foi em 1954, quando ele liderou a NBA em rebotes com média de 15,3 rebotes. Nesse mesmo ano, ele também foi nomeado para o All-NBA First Team. Seu desempenho mais dominante em um único jogo foi no último jogo da temporada de 1952–53. Naquela noite, contra o Fort Wayne Pistons, Gallatin pegou 33 rebotes, um recorde dos Knicks que permanece até hoje. Nas seis temporadas que jogou quando os rebotes foram registrados, ele estava entre os líderes da liga em média de rebotes. Em sua carreira, ele teve média de 11,9 rebotes. Gallatin ainda detém o recorde dos Knicks de jogos consecutivos com 610.
Depois de nove anos fortes com os Knicks, Gallatin foi negociado para o Detroit Pistons, junto com Richard Atha e Nathaniel Clifton, em troca de Mel Hutchins e Charlie Tyra em 3 de abril de 1957. Ele jogou apenas uma temporada pelos Pistons antes de se aposentar como um dos mais dominantes jogadores de sua época.

## Pós-carreira
Após sua aposentadoria em 1958, Gallatin tornou-se o treinador principal da Southern Illinois University Salukis. Em quatro temporadas, ele liderou suas equipes para um recorde de 69-35 e aparições em torneios de pós-temporada em todos os anos. A equipe de 1961-62 chegou às semifinais do Torneio da Divisão II da NCAA antes de perder por pouco para o eventual campeão Mount St. Mary's College por 58-57.
Ele voltou para a NBA em 1962 como treinador do St. Louis Hawks. Em sua primeira temporada, ele liderou os Hawks para as finais da divisão e foi nomeado Treinador do Ano da NBA. A temporada de 1963-64 viu os Hawks avançarem novamente para as finais da divisão, mas no meio da temporada de 1964-65 ele voltou a Nova York para treinar os Knicks. Os Knicks estavam se tornando um time campeão, mas as peças ainda não estavam todas no lugar e Gallatin deixou os Knicks e a NBA no meio da temporada de 1965-66.
Ele se tornou reitor assistente de estudantes na Southern Illinois University Edwardsville em 1966, então o primeiro diretor atlético e treinador de basquete em 1967. Ele permaneceu na SIUE até sua aposentadoria em 1992, onde também ensinou no departamento de educação física,
Após sua aposentadoria como treinador, Gallatin permaneceu ativo e entusiasmado, enquanto continuava morando em Edwardsville, Illinois. Ele foi introduzido no Hall da Fama do Basquete em 1991 e também foi nomeado para outros nove Halls da Fama. Em 2011, o New York Knicks o homenageou em seu segundo "Legends Night Awards" junto com outras ex-estrelas dos Knicks, Dick Barnett, Earl Monroe, Mark Jackson, John Starks e Allan Houston, e em maio de 2015, os Knicks o adicionaram a Calçada da Fama do Madison Square Gardan.

## Morte
Harry Gallatin morreu em 7 de outubro de 2015 após uma cirurgia. Ele foi socorrido por Beverly Hull Gallatin, sua esposa desde 1949. Ele deixou seus filhos, Steve, Jim e Bill; sua irmã, Eileen Palmer; oito netos; e seis bisnetos.

## Estatísticas da NBA

### Temporada regular
| Ano      | Equipe   | PJ  | MPJ  | AP   | LL   | RT    | AS  | PPJ  |
| -------- | -------- | --- | ---- | ---- | ---- | ----- | --- | ---- |
| 1948–49  | New York | 52  | –    | .328 | .710 | –     | 1.2 | 8.3  |
| 1949–50  | New York | 68  | –    | .396 | .757 | –     | 0.8 | 11.8 |
| 1950–51  | New York | 66  | –    | .416 | .732 | 12.1  | 2.7 | 12.8 |
| 1951–52  | New York | 66  | 29.3 | .442 | .806 | 10.0  | 3.4 | 11.2 |
| 1952–53  | New York | 70  | 33.3 | .444 | .700 | 13.1  | 1.8 | 12.4 |
| 1953–54  | New York | 72  | 37.4 | .404 | .784 | 15.3* | 2.1 | 13.2 |
| 1954–55  | New York | 72  | 35.4 | .384 | .814 | 13.8  | 2.4 | 14.6 |
| 1955–56  | New York | 72  | 33.0 | .386 | .787 | 10.3  | 2.3 | 13.9 |
| 1956–57  | New York | 72  | 27.0 | .406 | .800 | 10.1  | 1.2 | 15.0 |
| 1957–58  | Detroit  | 72  | 27.6 | .379 | .787 | 10.4  | 1.2 | 14.9 |
| Carreira | Carreira | 682 | 31.8 | .398 | .767 | 11.8  | 1.9 | 12.8 |

### Playoffs
| Ano      | Equipe   | PJ | MPJ  | AP   | LL   | RT   | AS  | PPJ  |
| -------- | -------- | -- | ---- | ---- | ---- | ---- | --- | ---- |
| 1949     | New York | 6  | –    | .357 | .821 | –    | 1.7 | 12.0 |
| 1950     | New York | 5  | –    | .385 | .781 | –    | 1.2 | 13.0 |
| 1951     | New York | 14 | –    | .350 | .770 | 11.6 | 1.9 | 11.8 |
| 1952     | New York | 14 | 33.6 | .410 | .773 | 9.6  | 1.4 | 10.8 |
| 1953     | New York | 11 | 27.5 | .419 | .746 | 10.9 | 1.4 | 10.5 |
| 1954     | New York | 4  | 37.8 | .457 | .710 | 15.3 | 1.5 | 13.5 |
| 1955     | New York | 3  | 36.0 | .452 | .773 | 14.7 | 2.3 | 18.3 |
| 1958     | Detroit  | 7  | 26.0 | .368 | .703 | 10.0 | 1.6 | 12.9 |
| Carreira | Carreira | 64 | 32.1 | .399 | .759 | 12.0 | 1.6 | 12.8 |